# 伊蒂

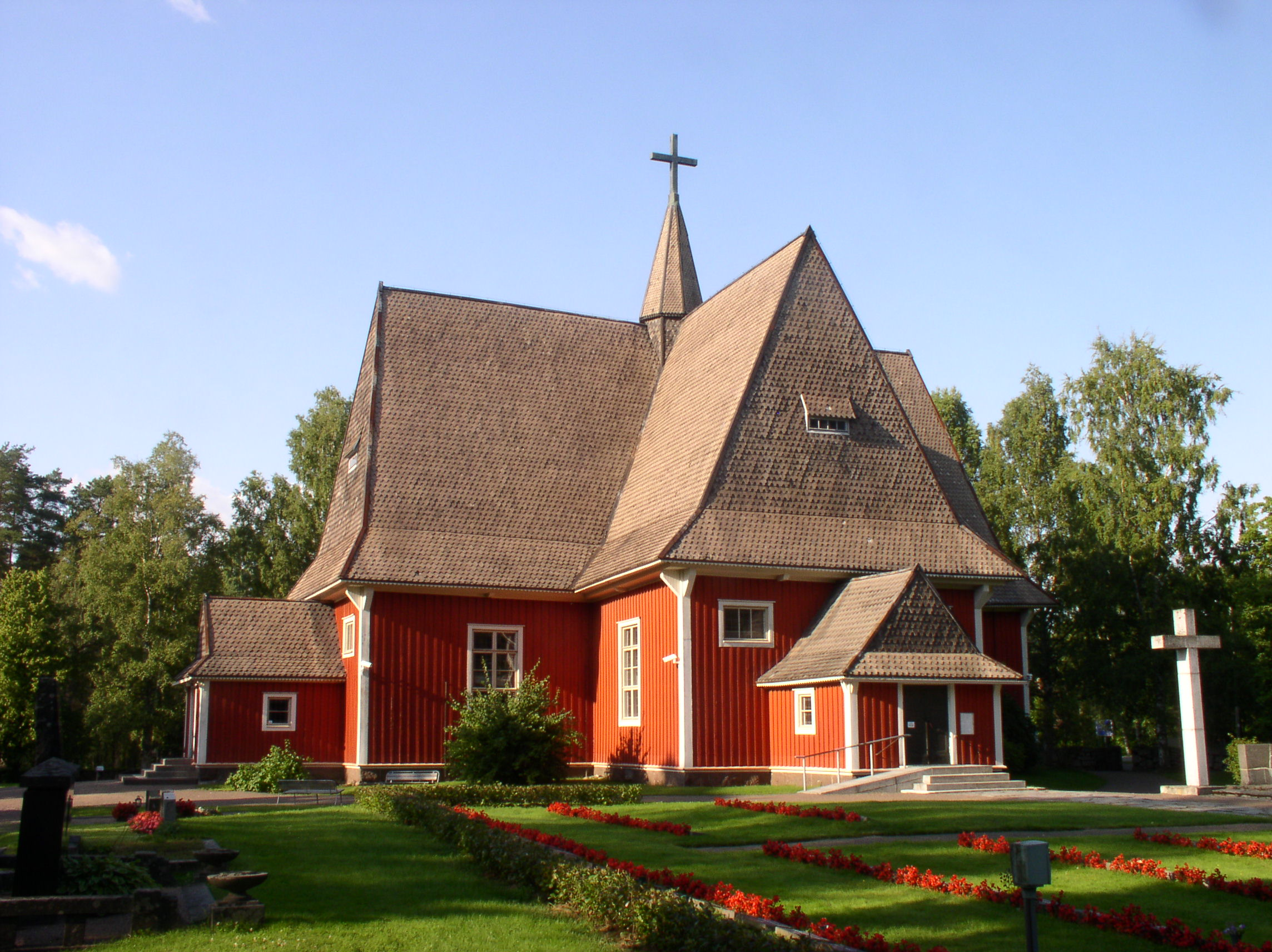
伊蒂教堂

伊蒂（芬蘭語：Iitti）是芬蘭派耶特海梅区的市鎮，位於該國南部，始建於1865年，面積687平方公里，2013年人口6,959，人口密度為每平方公里11.8人。

## 历史
伊蒂原属屈米河谷区，2021年1月1日起加入派耶特海梅区。

## 外部連結
- 伊蒂市镇官方网站 （文）